# Scott Hartnell
Scott Hartnell (ur. 18 kwietnia 1982 w Regina, Kanada) – hokeista kanadyjski, gracz ligi NHL, reprezentant Kanady. 

## Kariera klubowa
- Lloydminster Blazers (1997-1998)
- Prince Albert Raiders (1997-2000)
- Nashville Predators (2000-2007)  
  - Vålerenga Ishockey (2004-2005) - lokaut w NHL
- Philadelphia Flyers (2007-23.06.2014)
- Columbus Blue Jackets (23.06.2014-01.07.2017)
- Nashville Predators (01.07.2017-)

## Kariera reprezentacyjna
- Reprezentant Kanady na MŚ w 2006

## Sukcesy
Indywidualne
- Występ w Meczu Gwiazd w sezonie 2011-2012

Klubowe
- Mistrzostwo Norwegii z zespołem Vålerenga Ishockey w sezonie 2004-2005